# Набережные Санкт-Петербурга

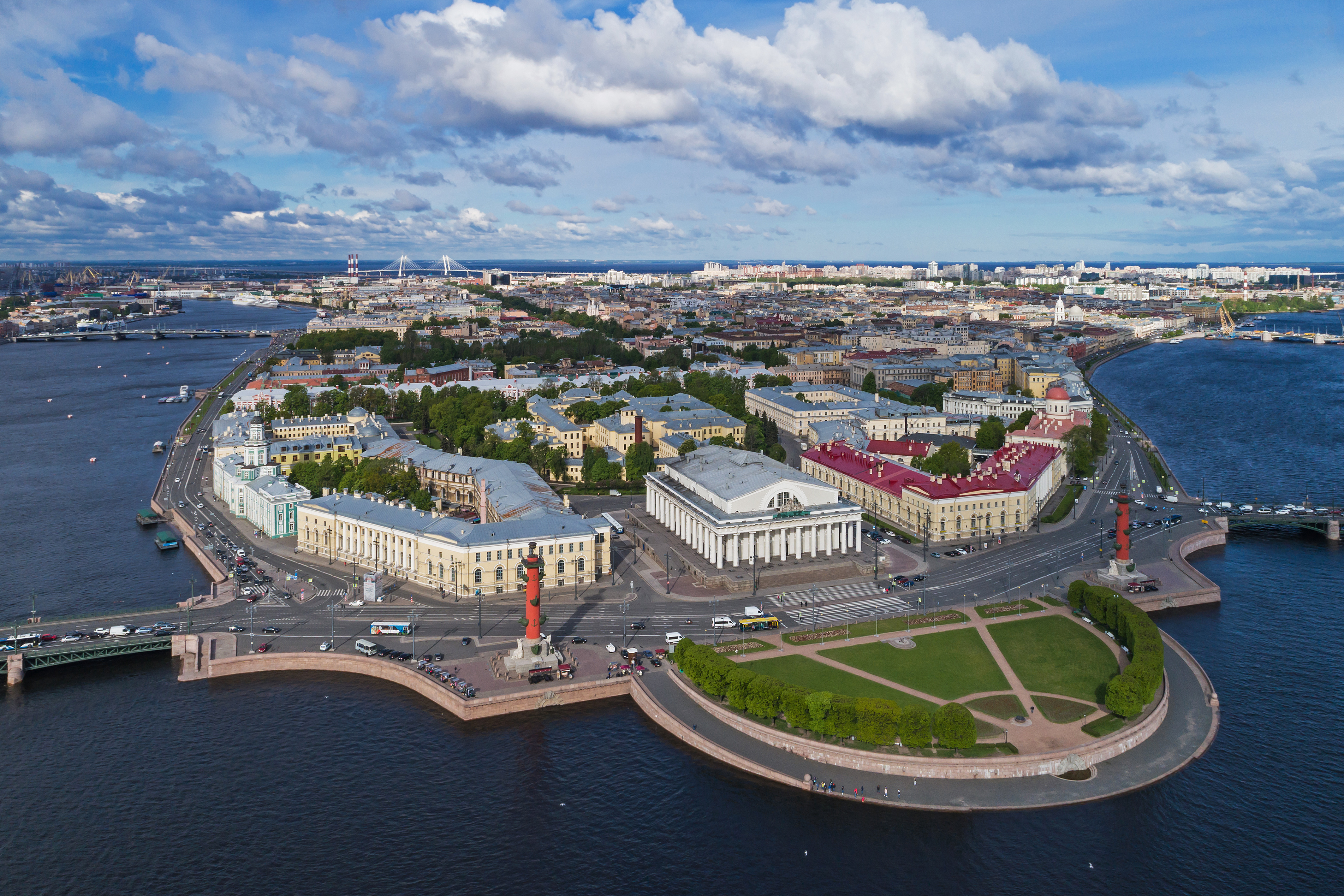
Набережная стрелки Васильевского острова

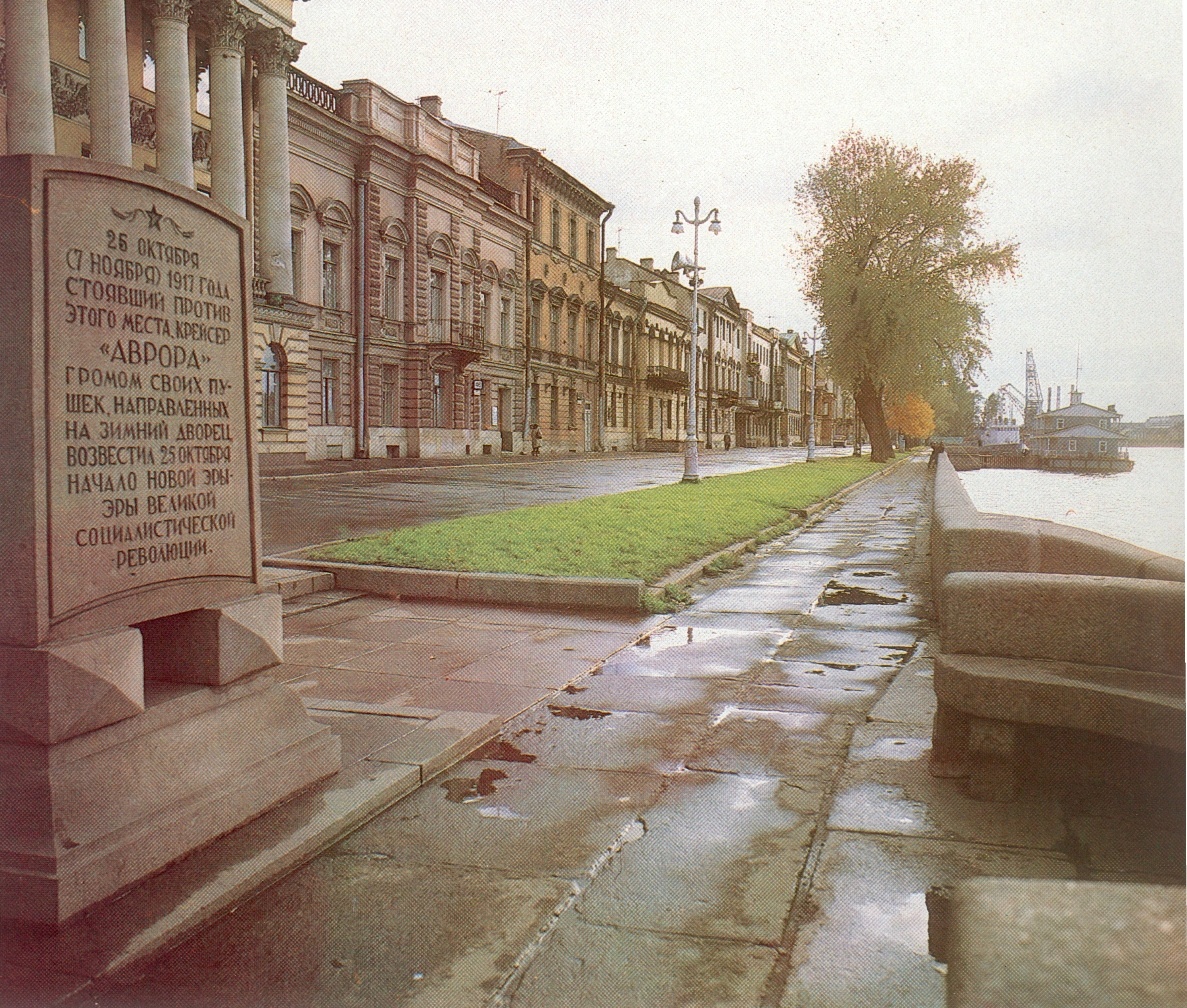
Гранитная стела напротив места стоянки крейсера Аврора в 1917 году на Английской набережной (б. Набережной Красного Флота). Установлена в 1939 году

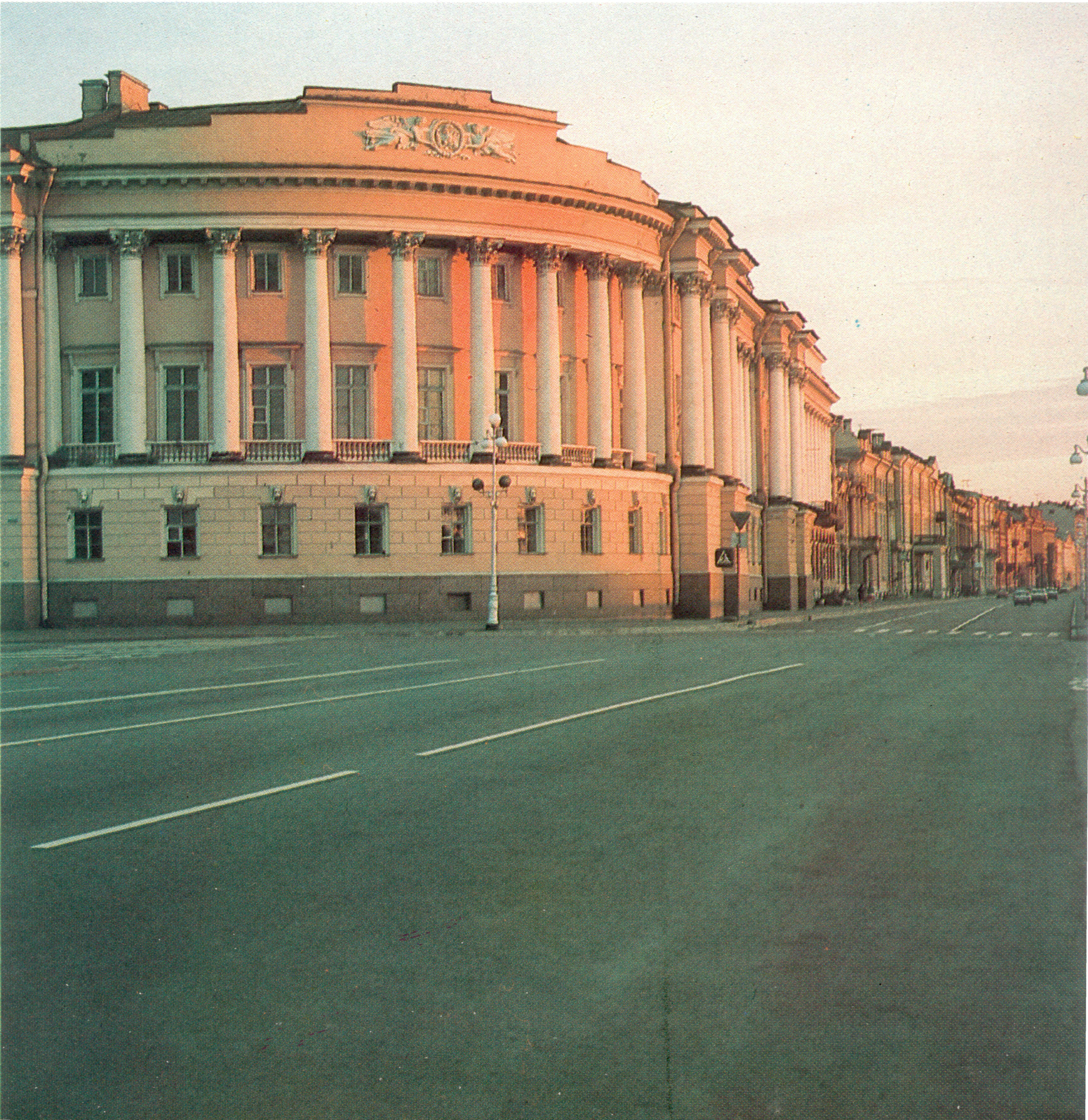
Фрагмент здания Сената на углу Английской набережной и Сенатской площади. Вид от парапета Невы

Набережные Санкт-Петербурга являются одной из достопримечательностей города. Вместе с этим являются магистральными улицами непрерывного движения, так как по набережным Невы проложены скоростные автомагистрали.
Набережные отличаются гранитной облицовкой. Первоначально для облицовки сооружений использовался известняк, но он сравнительно быстро приходил в негодность и ветшал.
Для преодоления этой проблемы был освоен гранит, который добывался в карельских и выборгских каменоломнях.
Но освоение этого материала шло сравнительно медленно, поэтому использование известняка продолжалось на протяжении всего XVIII века. Последним сохранившимся прецедентом использования этого материала стала подпорная стенка у Казанского собора, просуществовавшая до конца 1970-х годов.

## Набережные рек
(Набережные даются сверху вниз по течению)

### НабережныеНевы
- Октябрьская набережная — правый берег, длина 8 км 663 м (не на всём протяжении проходит по берегу).
- Набережная проспекта Обуховской Обороны — левый, 2370 м (не на всём протяжении проходит по берегу).
- Перевозная набережная — левый.
- Малоохтинский проспект — правый.
- Синопская набережная (б. Калашниковская) — левый, 2642 м.
- Смольная набережная — левый, открыта в конце 1990-х годов.
- Малоохтинская набережная — правый.
- Свердловская набережная (б. Полюстровская) — правый, длина 3 км 100 м
- Арсенальная набережная — правый, 1409 м
- Воскресенская набережная (б. Робеспьера) — левый, 1582 м
- Пироговская набережная — правый, 810 м (является также набережной Большой Невки).
- Петровская набережная — правый, 780 м.
- Набережная Кутузова (б. Верхняя, Гагаринская, Французская, Жореса) — левый, 720 м.
- Кронверкская набережная — правый, 1848 м (является набережной Кронверкского пролива).
- Мытнинская набережная — правый, 446 м.
- Дворцовая набережная — левый, 1675 м.

#### НабережныеБольшой Невы
- Стрелка Васильевского острова, Биржевая площадь — правый берег Большой Невы + левый берег Малой Невы, 561 м.
- Адмиралтейская набережная — левый, 414 м.
- Английская набережная (б. Нижняя, Галерная, Красного Флота) — левый, 1326 м.
- Университетская набережная — правый, 1173 м.
- Набережная Лейтенанта Шмидта (б. Николаевская) — правый, 1367 м.

#### НабережныеМалой Невы
- Набережная Макарова (б. Тучкова набережная) — левый берег, 1716 м.

### Набережные Невки

#### НабережныеБольшой Невки
- Петроградская набережная (б. Петербургская) — левый берег, 1462 м.
- Пироговская набережная — правый, 810 м (является также набережной Невы).
- Аптекарская набережная — левый, 1897 м.
- Выборгская набережная (б. Сампсониевская, Фокина) — правый, 2942 м.
- Ушаковская набережная (б. Строгановская) — правый, 940 м.
- Набережная реки Большой Невки — левый, на 1990-е длина 960 м.
- Приморский проспект — правый (не на всём протяжении проходит по берегу).

#### НабережныеМалой Невки
- Набережная реки Малой Невки — правый.
- Песочная набережная — левый, 1620 м.
- Набережная Адмирала Лазарева — левый.

#### НабережныеСредней Невки
- Набережная реки Средней Невки — левый.
- Набережная Мартынова — левый.

### НабережныеВолковки
- Белградская улица — правый, далее левый.
- Волковский проспект — правый (не на всём протяжении проходит по берегу).
- Набережная реки Волковки — правый.

### НабережныеЕкатерингофки
- Набережная реки Екатерингофки — правый.

### НабережныеЖдановки
- Ждановская набережная — правый.
- Ждановская улица — правый (не на всём протяжении проходит по берегу).

### НабережныеКарповки
- Набережная реки Карповки — оба берега.

### НабережныеКрестовки
- Набережная реки Крестовки — правый.

### НабережныеМойки
- Набережная реки Мойки — оба берега.
- Большая Морская улица (не на всем протяжении проходит по берегу) — правый.

### НабережныеМонастырки
- Набережная реки Монастырки

### НабережныеОккервиля
- Набережная реки Оккервиль — левый.

### НабережныеПряжки
- Набережная реки Пряжки — оба берега.

### НабережныеСмоленки
- Набережная реки Смоленки — оба берега.
- Новосмоленская набережная — оба берега.

### НабережныеФонтанки
- Набережная реки Фонтанки — оба берега.

### НабережныеЧёрной речки
- Набережная Чёрной речки — оба берега.

## Набережные каналов

### НабережныеАдмиралтейского канала
- Набережная Адмиралтейского канала — оба берега (проезжая часть только по одному берегу, но нумерация зданий по обоим).

### НабережнаяБумажного канала
- Набережная Бумажного канала — правый.

### Набережныеканала Грибоедова
- Набережная канала Грибоедова — оба берега.
- Проспект Римского-Корсакова — правый (не на всём протяжении проходит по берегу).

### НабережныеКрюкова канала
- Набережная Крюкова канала — оба берега.

### НабережныеМорского канала
- Путиловская набережная — правый.

### НабережныеОбводного канала
- Набережная Обводного канала — длина набережной левого берега 7633 м, правого — 7712 м (без мостов).

### НабережнаяЛебяжьей канавки
- Набережная Лебяжьей канавки — правый.

### НабережныеЗимней канавки
- Набережная Зимней канавки — оба берега.

## НабережныеФинского залива
- Терраса Финского залива — у гостиницы Прибалтийская, 1978—1980 год.